# 小行星12141
小行星12141（12141 Chushayashi）是一颗绕太阳运转的小行星，为主小行星带小行星。该小行星于1960年9月19日发现。

## 轨道参数
小行星12141的轨道半长轴为395 675 694 km，2.6448910 UA，离心率为0.044。